# Schutzlandprinzip
Das Schutzlandprinzip ist ein Grundsatz im internationalen Privatrecht, wonach für Fragen des geistigen Eigentums das Recht desjenigen Staates anzuwenden ist, für dessen Gebiet der Schutz beansprucht wird. Das Recht des Schutzlandes entscheidet, welches (materielle) Privatrecht inländische Behörden und Gerichte auf einen Sachverhalt mit Auslandsberührung anzuwenden haben.
Dem für die Bestimmung des anwendbaren Rechts maßgeblichen Schutzlandgrundsatz liegt unter anderem der Gedanke zugrunde, dass es in erster Linie Sache des jeweiligen Landes ist, für dessen Gebiet hinsichtlich einer urheberrechtlich relevanten Handlung Schutz gewährt wird, zu bestimmen, welchen Umfang dieser Schutz dort haben soll. Dem Urheber steht weltweit somit kein einheitliches Urheberrecht zu, das einem einzigen Statut unterliegt, sondern ein Bündel nationaler und inhaltlich unterschiedlicher Urheberrechte.

## Schutzlandprinzip als Kollisionsregel
Das Schutzlandprinzip korrespondiert mit dem Territorialitätsprinzip, welches für sich keine positive Rechtsverweisungsnorm darstellt, sondern zunächst nur aussagt, dass der Geltungsbereich eines nationalen Immaterialguts auf das entsprechende Staatsgebiet beschränkt ist. Danach ist das Urheberrecht räumlich auf die Grenzen des Staates beschränkt. Das Territorialitätsprinzip drängt den Urheberrechtsinhaber, seine Rechte in der Rechtsordnung des jeweiligen Schutzlandes zu suchen. Anders als beim Territorialitätsprinzip ist der Inhalt des Schutzlandprinzips nicht die materiellrechtliche Aussage, dass Rechte räumlich begrenzt wirken, sondern die kollisionsrechtliche Aussage, dass Immaterialgüterrechten wegen der Besonderheit ihrer fehlenden festzumachenden Belegenheit eine Rechtsordnung zugewiesen wird.
Den international existierenden Urheberrechtsabkommen lag wegen der sehr unterschiedlichen Regelungen im Urheberrechtsbereich primär nicht der Gedanke der Schaffung eines einheitlichen Urheberrechts zugrunde, sondern die Verwirklichung des Inländerbehandlungsgrundsatzes. Urheber sollten für ihre Werke in den Vertragsstaaten die gleichen Rechte haben, die die Gesetze des Landes ihren inländischen Urhebern gewähren.

## Anwendbares Recht
Dieser Grundsatz findet sich in der Berner Übereinkunft, dem TRIPS und gilt ebenfalls für den WIPO-Urheberrechtsvertrag. Aus dem etwa in der Berner Übereinkunft, der PVÜ oder dem TRIPS enthaltenen Inländerbehandlungsgrundsatz wird verbreitet der Territorialitätsgrundsatz und der Kollisionsgrundsatz des Schutzlandprinzips abgeleitet.
Besondere Bedeutung hat dabei der Art. 5 der Berner Übereinkunft. Er lautet:

„(1) Die Urheber genießen für die Werke, für die sie durch diese Übereinkunft geschützt sind, in allen Verbandsländern mit Ausnahme des Ursprungslandes des Werkes die Rechte, die die einschlägigen Gesetze den inländischen Urhebern gegenwärtig gewähren oder in Zukunft gewähren werden, sowie die in dieser Übereinkunft besonders gewährten Rechte.

(2) Der Genuß und die Ausübung dieser Rechte sind nicht an die Erfüllung irgendwelcher Förmlichkeiten gebunden; dieser Genuß und diese Ausübung sind unabhängig vom Bestehen des Schutzes im Ursprungsland des Werkes. Infolgedessen richten sich der Umfang des Schutzes sowie die dem Urheber zur Wahrung seiner Rechte zustehenden Rechtsbehelfe ausschließlich nach den Rechtsvorschriften des Landes, in dem der Schutz beansprucht wird, soweit diese Übereinkunft nichts anderes bestimmt.“

Das Schutzlandprinzip liegt Art. 5 Abs. 2 Satz 2 der Berner Übereinkunft zugrunde. Ansprüche aus Urheberrechtsverletzungen richten sich danach nach dem Recht des Landes, für dessen Gebiet Schutz gesucht wird (sogenannte lex loci protectionis). Ein Urheberrecht kann deshalb nur in dem Staat verletzt werden, in dem es gewährt wurde. In Österreich regelt dies zudem der § 34 des Bundesgesetzes über das internationale Privatrecht, in der Schweiz der Art. 110 des Bundesgesetz über das internationale Privatrecht und in Deutschland für Vorschriften des Internetrechts das Telemediengesetz (TMG). Gemäß § 3 Abs. 4 Nr. 6 TMG gilt das sonst gültige Herkunftslandprinzip bei Urheberrechten nicht.
Das Schutzlandprinzip ist wie das Territorialitätsprinzip international anerkannt. Dem Schutzlandgrundsatz schließt sich in Art. 8 Rom-II-VO auch die am 11. Januar 2009 in Kraft getretene sogenannte EG Rom II-Verordnung an. Namentlich im Internationalen Urheberrecht wird im Schrifttum jedoch auch die vollständige oder partielle Ersetzung des Territorialitätsprinzips durch das Universalitätsprinzip und des Schutzlandprinzips durch das Herkunftslandprinzip vertreten.
Der deutsche Bundesgerichtshof hat am 5. Juni 2003 ein Grundsatzurteil zum Schutzlandprinzip gefällt. In seiner Hundertwasserentscheidung hat der Bundesgerichtshof ausgeführt, dass der Kläger als Angehöriger eines Mitgliedstaates der Europäischen Union für seine Werke in Deutschland Schutz genieße.

## Schutzlandprinzip und Internet
Schwierig bleibt die Frage nach dem anwendbaren Recht bei Handlungen im Internet, weil die weltweite Erreichbarkeit des Internets die klare territoriale Zuordnung einer Verletzungshandlung zu einem bestimmten Schutzterritorium erschwert. Unterschieden werden unter anderem: Ort der Tat, Angebotsstaat und Abrufstaat.
Eine Dissertation aus dem Jahre 1999 kommt unter Bezug auf Deutschland für das Urheberrecht zum Ergebnis:

„Nach deutschem Recht liegt der Handlungsort des Zugänglichmachens in Deutschland, wenn sich dort der Server befindet, auf dem das Werk dauerhaft angeboten wird. Deutschland ist auch dann ein Schutzland, wenn der betroffene Server im Ausland steht, im Inland jedoch ein Abruf des Angebots möglich ist.“

Nach überwiegender Auffassung, der auch die deutsche und österreichische Rechtsprechung folgt, genügt zur Annahme der Verletzung eines inländischen Schutzrechts jedoch nicht die bloße Abrufbarkeit einer Internetinformation im Inland. Der deutsche Bundesgerichtshof stellt mit der markenrechtlichen Entscheidung 'Hotel Maritim' aus dem Jahre 2005 bei Kennzeichenrechtsverletzungen auf einen wirtschaftlich relevanten Inlandsbezug ab.
Das Schutzlandprinzip führt dazu, dass die Aufnahme eines urheberrechtlich geschützten Werkes, die im Herkunftsland legal vermarktet werden darf, z. B. in Deutschland nicht vertrieben werden darf, wenn nicht alle dafür in Deutschland geltenden Voraussetzungen vorliegen. Doch das Prinzip gilt auch in umgekehrter Weise: Wenn ein Gebäude im Ausland fotografiert wurde, die Aufnahme nach dortigem Recht nicht vermarktet werden darf, kann gleichwohl die Vermarktung in Deutschland zulässig sein, wenn die Voraussetzungen der Panoramafreiheit nach deutschem Recht vorliegen. Dürfen zum Beispiel Aufnahmen des nächtlich beleuchteten Eiffelturms in Frankreich wegen fehlender Panoramafreiheit nicht publiziert werden, spielt dies für die Zulässigkeit der Nutzung des Fotos in Deutschland keine Rolle.
Die Geltung des Schutzlandprinzips bereitet Rechteverwertern im Internetbereich allerdings dennoch große Probleme. Da das Schutzlandprinzip, auch bedingt durch internationale Verträge, international stark verbreitet ist, müssten diejenigen Urheber von Internetinhalten, die jede Rechtsverletzung ausschließen möchten, ihren Online-Auftritt nach den Urheberrechtsordnungen sämtlicher Staaten richten, von denen aus ihr Angebot zugänglich ist – auch wenn dies aufgrund der Vielzahl nationaler Rechtsvorschriften praktisch nicht umsetzbar sein wird. Jeder dieser Staaten kommt nämlich jedenfalls potenziell als Schutzland in Frage, denn ob überhaupt wie in Deutschland ein Inlandsbezug gefordert ist, wird in verschiedenen Jurisdiktionen unterschiedlich beurteilt. Nach einer neueren Mindermeinung ist daher eine Anknüpfung an das Recht der Staatsangehörigkeit des Rechtsinhabers geboten, weil hier die engste Verbindung von Werk und Schöpfer gegeben ist. Die Umsetzung der universellen Anknüpfung an das Recht der Staatsangehörigkeit des Urhebers (lex patriae auctoris) könnte beispielsweise durch Revision der Berner Übereinkunft vollzogen werden. Was dann wiederum außerordentliche Konsequenzen für Staatenlose nach sich ziehen würde.